# Края, Мария
Мария Края (алб. Marie Kraja; 24 сентября 1911, Задар — 21 ноября 1999, Тирана) — албанская оперная певица.

## Биография

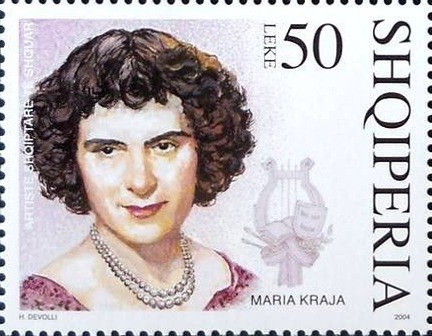
Мария Края на почтовой марке Албании, 2004 г.

Родилась в 1911 году в Задаре в Королевстве Далмация, которое позже вошло в состав Австро-Венгрии в католической семье, которая проживала в небольшом албанском районе в черте города. Являлась родственницей Матери Терезы. В возрасте шести лет вместе с семьей переехала на этническую родину в Албанию в город Шкодер. В Албании в процессе взросления познакомилась с национальными традициями и албанской культурой.
В 1930 году стала заниматься пением. Музыкальное образование получила в Граце, Австрия в филиале Венского университета музыки и исполнительского искусства, окончила образование в 1934 году. После обучения занималась преподаванием в средней школе в Шкодере, затем в Педагогическом институте в Тиране. В Тиране стала выступать в качестве певицы с пианистом Тонином Гуразиу. Края представляла Албанию на «Вечере Наций» в Вене.
Пение Марии являлось своеобразным, что обусловливалось небольшим немецким влиянием на её албанский, что давало точность формулировке текстов, которые она пела. В репертуаре певицы были традиционные городские албанские песни, которые зазвучали по новому в исполнении профессиональной певицы. Она гастролировала вместе с албанской пианисткой Лолой Гьока, совместно они записали более 300 песен. Несмотря на невысокое качество записи того времени, фонограммы востребованы до настоящего времени.
В 1937 году Мария дала концерт в Бари, Италия, а в следующем году она выступила в Мюнхене, Германия. В 1938 году она совместно с Лолой Гьока и Тефтой Ташко-Коко организовали серию благотворительных концертов с целью сбора денежных средств на обучение в Милане венгерского музыканта Криста Коко. В 1939 году дала концерт во Флоренции.
После окончания Второй мировой войны Края преподавала в музыкальной академии Иордана Миша, параллельно продолжая выступать на оперной сцене. А в 1959 году стала солисткой первой албанской оперы Mrika, композитора Пренка Якова и либреттиста Лазара Силики.
Среди самых известных выступлений певицы можно выделить её исполнение в операх Иоланта композитора Петра Чайковского и Проданная невеста композитора Бедржиха Сметаны поставленных в Национальном театре оперы и балета Албании.
Среди учеников Марии Края был Фадиль Кокомани, впоследствии диссидент, казнённый за выступления против Энвера Ходжи.
Скончалась в Тиране в 1999 году. Она была удостоена наивысшего признания для деятелей искусств Албании — звания Народного артиста Албании.